# Premio Lumière per la migliore sceneggiatura
Il Premio Lumière per la migliore sceneggiatura (Prix Lumière du meilleur scénario) è un premio cinematografico assegnato annualmente dall'Académie des Lumières alla sceneggiatura di un film francese uscito nelle sale nel corso dell'anno precedente.

## Vincitori e candidati
I vincitori sono indicati in grassetto, a seguire gli altri candidati.

### Anni 1996-1999
- 1996: Patrick Aubrée e Josiane Balasko - Peccato che sia femmina (Gazon maudit)
- 1997: Cédric Klapisch, Agnès Jaoui e Jean-Pierre Bacri - Aria di famiglia (Un air de famille)
- 1998: Manuel Poirier e Jean-François Goyet - Western - Alla ricerca della donna ideale (Western)
- 1999: Francis Veber - La cena dei cretini (Le dîner de cons)

### Anni 2000-2009
- 2000: Danièle Thompson e Christopher Thompson - Pranzo di Natale (La bûche)
- 2001: Agnès Jaoui e Jean-Pierre Bacri - Il gusto degli altri (Le goût des autres)
- 2002: Jean-Pierre Jeunet e Guillaume Laurant - Il favoloso mondo di Amélie (Le fabuleux destin d'Amélie Poulain)
- 2003: Cédric Klapisch - L'appartamento spagnolo (L'auberge espagnole)
- 2004: Julie Bertucelli, Roger Bohbot e Bernard Renucci - Da quando Otar è partito (Depuis qu'Otar est parti)
- 2005: Abdellatif Kechiche e Ghalia Lacroix - La schivata (L'esquive)
- 2006: Michael Haneke - Niente da nascondere (Caché)
- 2007: Olivier Lorelle e Rachid Bouchareb - Days of Glory (Indigènes)
- 2008: Alfred Lot - La camera dei morti (La Chambre des morts)
- 2009: Samuel Benchetrit - J'ai toujours rêvé d'être un gangster

### Anni 2010-2019
- 2010: Mia Hansen-Løve - Il padre dei miei figli (Le Père de mes enfants)
  - Thomas Bidegain, Jacques Audiard, Abdel Raouf Dafri, Nicolas Peufaillit - Il profeta (Un prophète)
  - Olivier Adam, Emmanuel Courcol, Philippe Lioret - Welcome
  - Radu Mihăileanu - Il concerto (Le Concert)
  - Mathias Gokalp e Nadine Lamari - Rien de personnel
- 2011: Robert Harris e Roman Polański - L'uomo nell'ombra (The Ghost Writer)
  - Julie Bertuccelli - L'albero (L'Arbre)
  - Olivier Lorelle e Rachid Bouchareb - Uomini senza legge (Hors-la-loi)
  - Michel Leclerc e Baya Kasmi - Le Nom des gens
  - Géraldine Nakache e Hervé Mimran - Tout ce qui brille
- 2012: Robert Guédiguian e Jean-Louis Milesi - Le nevi del Kilimangiaro (Les Neiges de Kilimandjaro)
  - Bertrand Bonello - L'Apollonide - Souvenirs de la maison close
  - Michel Hazanavicius - The Artist
  - Maïwenn ed Emmanuelle Bercot - Polisse
  - Pierre Schoeller - Il ministro - L'esercizio dello Stato (L'Exercice de l'Etat)
- 2013: Jacques Audiard e Thomas Bidegain - Un sapore di ruggine e ossa (De rouille et d'os)
  - Leos Carax - Holy Motors
  - Benoît Jacquot e Gilles Taurand - Les Adieux à la Reine
  - Noémie Lvovsky, Maud Ameline, Pierre-Olivier Mattei e Florence Seyvos - Camille redouble
  - Valérie Zenatti e Thierry Binisti - Une Bouteille à la mer
- 2014: Roman Polański e David Ives - Venere in pelliccia (La Vénus à la fourrure)
  - Asghar Farhadi - Il passato (Le Passé)
  - Christophe Blain e Abel Lanzac - Quai d'Orsay
  - Albert Dupontel - 9 mois ferme
  - Nabil Ben Yadir e Nadia Lakhdar - La Marche
  - Jean-Paul Lilienfeld - Arrêtez-moi
- 2015: Philippe de Chauveron  e Guy Laurent - Non sposate le mie figlie! (Qu'est-ce qu'on a fait au Bon Dieu?)
  - Jeanne Herry e Gaëlle Macé - Elle l'adore
  - Audrey Diwan e Cédric Jimenez - French Connection (La French)
  - Thomas Lilti, Julien Lilti, Baya Kasmi e Pierre Chosson - Hippocrate
  - Stanislas Carré de Malberg e Victoria Bedos - La famiglia Bélier (La famille Bélier)
  - Thomas Bidegain e Bertrand Bonello - Saint Laurent
- 2016: Philippe Faucon - Fatima
  - Arnaud Desplechin e Julie Peyr - I miei giorni più belli (Trois souvenirs de ma jeunesse)
  - Catherine Corsini e Laurette Polmanss - La Belle Saison
  - Xavier Giannoli - Marguerite
  - Deniz Gamze Ergüven e Alice Winocour - Mustang
  - Arnaud Larrieu e Jean-Marie Larrieu - Vingt et une nuits avec Pattie
- 2017: Céline Sciamma - La mia vita da Zucchina (Ma vie de Courgette)
  - David Birke - Elle
  - François Ozon - Frantz
  - Emilie Frèche, Marie-Castille e Mention-Schaar - Le ciel attendra
  - Léa Fehner, Catherine Paillé e Brigitte Sy - Les ogres
  - Alain Guiraudie - Rester vertical
- 2018: Robin Campillo e Philippe Mangeot - 120 battiti al minuto (120 battements par minute)
  - Albert Dupontel e Pierre Lemaitre - Ci rivediamo lassù (Au revoir là-haut)
  - Éric Toledano e Olivier Nakache - C'est la vie - Prendila come viene (Le sens de la fête)
  - Karim Moussaoui e Maud Ameline - En attendant les hirondelles
  - Christelle Berthevas e Arnaud des Pallières - Quattro vite (Orpheline)
- 2019: Pierre Salvadori, Benoit Graffin e Benjamin Charbit - Pallottole in libertà (En liberté!)
  - Andréa Bescond e Eric Métayer - Les chatouilles
  - Jeanne Herry - Pupille
  - Thomas Lilti - Première Année
  - Emmanuel Mouret - Lady J (Mademoiselle de Joncquières)

### Anni 2020-2029
- 2020: Ladj Ly, Giordano Gederlini e Alexis Manenti - I miserabili (Les Misérables)
  - Nicolas Bedos - La belle époque
  - François Ozon - Grazie a Dio (Grâce à Dieu)
  - Nicolas Pariser - Alice e il sindaco (Alice et le Maire)
  - Robert Harris e Roman Polański - L'ufficiale e la spia (J'accuse)
- 2021: Stéphane Demoustier - La ragazza con il braccialetto (La Fille au bracelet)
- 2022: Xavier Giannoli - Illusioni perdute (Illusions perdues)
  - Antoine Barraud - La doppia vita di Madeleine Collins (Madeleine Collins)
  - Leyla Bouzid - Una storia d'amore e di desiderio (Une histoire d'amour et de désir)
  - Catherine Corsini - Parigi, tutto in una notte (La Fracture)
  - Arthur Harari e Vincent Poymiro - Onoda - 10.000 notti nella giungla (Onoda, 10 000 nuits dans la jungle)
- 2023: Dominik Moll, Gilles Marchand - La notte del 12 (La Nuit du 12)
  - Alice Diop, Marie NDiaye e Amrita David - Saint Omer
  - Louis Garrel, Tanguy Viel e Naïla Guiguet - L'innocente (L'Innocent)
  - Christophe Honoré - Le Lycéen
  - Rebecca Zlotowski - I figli degli altri (Les Enfants des autres)
- 2024: Justine Triet e Arthur Harari - Anatomia di una caduta (Anatomie d'une chute)
  - Thomas Cailley e Pauline Munier - The Animal Kingdom (Le Règne animal)
  - Quentin Dupieux - Yannick - La rivincita dello spettatore (Yannick)
  - Cédric Kahn e Nathalie Hertzberg - Il caso Goldman (Le Procès Goldman)
  - Iris Kaltenbäck - Le Ravissement - Rapita (Le Ravissement)
- 2025: Jacques Audiard – Emilia Pérez
  - Alain Guiraudie – L'uomo nel bosco (Miséricorde)
  - Boris Lojkine e Delphine Agut – La storia di Souleymane (L'Histoire de Souleymane)
  - Jonathan Millet e Florence Rochat – Les Fantômes
  - François Ozon – Sotto le foglie (Quand vient l'automne)